# ISO/IEC 6937
ISO/IEC 6937 je standard pro kódování znaků latinky používaný pro přenos českých znaků v digitálním pozemním vysílání (DVB).
ISO/IEC 6937 je zkonstruováno jako vícebajtové rozšíření ASCII (přesněji řečeno ISO/IEC 646); některé kódy byly použity jako úvodní bajty pro znaky s diakritikou (akcenty). Hodnota úvodního bajtu většinou indikuje, který akcent bude použit a je následován kódem ASCII pro znak bez akcentu. Jsou povoleny pouze určité kombinace akcentu a základního znaku – takové, které mají vyjádření i v jiných znakových sadách. Standard definuje kódování pro 333 možných znaků.
Podobně jako ISO/IEC 646-IRV byla tato norma vyvinuta ve spolupráci s ITU-T (následně CCITT) pro telematické služby pod názvem T.51 Coded character sets for telematic services. ISO normou se stala roku 1983, tedy několik let před vývojem a zavedení Unicode. V Česku byla převzata jako ČSN ISO/IEC 6937 (36 9110), Informační technologie – Kódovaný soubor grafických znaků pro přenos textu – Latinská abeceda.

## Příklad kódování
Slovo Koníček je kódováno posloupností (v hexadecimálním zápisu) 4B 6F 6E C2 69 CF 63 65 6B, což vzniklo jako:
- 4B – písmeno K
- 6F – písmeno o
- 6E – písmeno n
- C2 69 – kód pro diakritickou čárku následovaný kódem pro písmeno i
- CF 63 – kód pro háček následovaný kódem pro písmeno c
- 65 – písmeno e
- 6B – písmeno k

## Diakritika
Definované kódy pro diakritiku a odpovídající kombinace znaků:
| Akcent           | Kód | Druhý znak                | Výsledek                  |
| ---------------- | --- | ------------------------- | ------------------------- |
| Těžký akcent     | C1  | AEIOUaeiou                | ÀÈÌÒÙàèìòù                |
| Čárka            | C2  | ACEILNORSUYZacegilnorsuyz | ÁĆÉÍĹŃÓŔŚÚÝŹáćéģíĺńóŕśúýź |
| Stříška          | C3  | ACEGHIJOSUWYaceghijosuwy  | ÂĈÊĜĤÎĴÔŜÛŴŶâĉêĝĥîĵôŝûŵŷ  |
| Vlnovka (tilda)  | C4  | AINOUainou                | ÃĨÑÕŨãĩñõũ                |
| Vodorovná čárka  | C5  | AEIOUaeiou                | ĀĒĪŌŪāēīōū                |
| Oblouček         | C6  | AGUagu                    | ĂĞŬăğŭ                    |
| Tečka            | C7  | CEGIZcegz                 | ĊĖĠİŻċėġż                 |
| Přehláska, trema | C8  | AEIOUYaeiouy              | ÄËÏÖÜŸäëïöüÿ              |
|                  |     |                           |                           |
| Kroužek          | CA  | AUau                      | ÅŮåů                      |
| Cedilla          | CB  | CGKLNRSTcklnrst           | ÇĢĶĻŅŖŞŢçķļņŗşţ           |
|                  |     |                           |                           |
| Dvě čárky        | CD  | OUou                      | ŐŰőű                      |
| Ocásek           | CE  | AEIUaeiu                  | ĄĘĮŲąęįų                  |
| Háček            | CF  | CDELNRSTZcdelnrstz        | ČĎĚĽŇŘŠŤŽčďěľňřšťž        |

## Tabulka
|    | _0            | _1         | _2         | _3         | _4         | _5         | _6         | _7         | _8         | _9         | _A         | _B         | _C          | _D         | _E         | _F           |
| 0_ | 0             | 1          | 2          | 3          | 4          | 5          | 6          | 7          | 8          | 9          | 10         | 11         | 12          | 13         | 14         | 15           |
| 1_ | 16            | 17         | 18         | 19         | 21         | 21         | 22         | 23         | 24         | 25         | 26         | 27         | 28          | 29         | 30         | 31           |
| 2_ | SP 0020 32    | ! 0021 33  | " 0022 34  | # 0023 35  | $ 0024 36  | % 0025 37  | & 0026 38  | ' 0027 39  | ( 0028 40  | ) 0029 41  | * 002A 42  | + 002B 43  | , 002C 44   | - 002D 45  | . 002E 46  | / 002F 47    |
| 3_ | 0 0030 48     | 1 0031 49  | 2 0032 50  | 3 0033 51  | 4 0034 52  | 5 0035 53  | 6 0036 54  | 7 0037 55  | 8 0038 56  | 9 0039 57  | : 003A 58  | ; 003B 59  | < 003C 60   | = 003D 61  | > 003E 62  | ? 003F 63    |
| 4_ | @ 0040 64     | A 0041 65  | B 0042 66  | C 0043 67  | D 0044 68  | E 0045 69  | F 0046 70  | G 0047 71  | H 0048 72  | I 0049 73  | J 004A 74  | K 004B 75  | L 004C 76   | M 004D 77  | N 004E 78  | O 004F 79    |
| 5_ | P 0050 80     | Q 0051 81  | R 0052 82  | S 0053 83  | T 0054 84  | U 0055 85  | V 0056 86  | W 0057 87  | X 0058 88  | Y 0059 89  | Z 005A 90  | [ 005B 91  | \ 005C 92   | ] 005D 93  | ^ 005E 94  | _ 005F 95    |
| 6_ | ` 0060 96     | a 0061 97  | b 0062 98  | c 0063 99  | d 0064 100 | e 0065 101 | f 0066 102 | g 0067 103 | h 0068 104 | i 0069 105 | j 006A 106 | k 006B 107 | l 006C 108  | m 006D 109 | n 006E 110 | o 006F 111   |
| 7_ | p 0070 112    | q 0071 113 | r 0072 114 | s 0073 115 | t 0074 116 | u 0075 117 | v 0076 118 | w 0077 119 | x 0078 120 | y 0079 121 | z 007A 122 | { 007B 123 | \| 007C 124 | } 007D 125 | ~ 007E 126 | DEL 007F 127 |
| 8_ | 128           | 129        | 130        | 131        | 132        | 133        | 134        | 135        | 136        | 137        | 138        | 139        | 140         | 141        | 142        | 143          |
| 9_ | 144           | 145        | 146        | 147        | 148        | 149        | 150        | 151        | 152        | 153        | 154        | 155        | 156         | 157        | 158        | 159          |
| A_ | NBSP 00A0 160 | ¡ 00A1 161 | ¢ 00A2 162 | £ 00A3 163 | 164        | ¥ 00A5 165 | 166        | § 00A7 167 | ¤ 00A4 168 | ‘ 2018 169 | “ 201C 170 | « 00AB 171 | ← 2190 172  | ↑ 2191 173 | → 2192 174 | ↓ 2193 175   |
| B_ | ° 00B0 176    | ± 00B1 177 | ² 00B2 178 | ³ 00B3 179 | × 00D7 180 | µ 00B5 181 | ¶ 00B6 182 | · 00B7 183 | ÷ 00F7 184 | ’ 2019 185 | ” 201D 186 | » 00BB 187 | ¼ 00BC 188  | ½ 00BD 189 | ¾ 00BE 190 | ¿ 00BF 191   |
| C_ | 192           | ̀ 0300 193  | ́ 0301 194  | ̂ 0302 195  | ̃ 0303 196  | ̄ 0304 197  | ̆ 0306 198  | ̇ 0307 199  | ̈ 0308 200  | 201        | ̊ 030A 202  | ̧ 0327 203  | 204         | ̋ 030B 205  | ̨ 0328 206  | ̌ 030C 207    |
| D_ | ― 2015 208    | ¹ 00B9 209 | ® 00AE 210 | © 00A9 211 | ™ 2122 212 | ♪ 266A 213 | ¬ 00AC 214 | ¦ 00A6 215 | 216        | 217        | 218        | 219        | ⅛ 215B 220  | ⅜ 215C 221 | ⅝ 215D 222 | ⅞ 215E 223   |
| E_ | Ω 2126 224    | Æ 00C6 225 | Đ 0110 226 | ª 00AA 227 | Ħ 0126 228 | 229        | Ĳ 0132 230 | Ŀ 013F 231 | Ł 0141 232 | Ø 00D8 233 | Œ 0152 234 | º 00BA 235 | Þ 00DE 236  | Ŧ 0166 237 | Ŋ 014A 238 | ŉ 0149 239   |
| F_ | ĸ 0138 240    | æ 00E6 241 | đ 0111 242 | ð 00F0 243 | ħ 0127 244 | ı 0131 245 | ĳ 0133 246 | ŀ 0140 247 | ł 0142 248 | ø 00F8 249 | œ 0153 250 | ß 00DF 251 | þ 00FE 252  | ŧ 0167 253 | ŋ 014B 254 | SHY 00AD 255 |
|    | _0            | _1         | _2         | _3         | _4         | _5         | _6         | _7         | _8         | _9         | _A         | _B         | _C          | _D         | _E         | _F           |